# Билгари (Бургаська область)
Би́лгари (болг. Българи) — село в Бургаській області Болгарії. Входить до складу громади Царево.

## Населення
За даними перепису населення 2011 року у селі проживали 68 осіб, усі — болгари.
Розподіл населення за віком у 2011 році:
Динаміка населення: